# Малинов, Александр
Александр Павлов Малинов (болг. Александър Павлов Малинов; 20 апреля (3 мая) 1867, Пандаклий, Соединённые княжества Молдовы и Валахии — 20 марта 1938, София) — болгарский политический деятель, лидер Демократической партии. Пятикратный премьер-министр Болгарии: в 1908—1910, 1910—1911, 1918 (дважды) и 1931 годах. С его именем связано провозглашение независимости Болгарии.

## Биография
Родился в болгарском селе Пандаклий (совр. Ореховка, Болградский район) в Бессарабии.
После получения в 1891 году юридического образования в Киеве Александр Малинов уезжает в Болгарию. Там он работает адвокатом, прокурором, судьей в Пловдиве. Малинов становится активным деятелем Демократической партии и после смерти Петко Каравелова возглавляет партию. Во время премьерства Малинова провозглашена независимость Болгарии (22 сентября 1908) — была отброшена вассальная зависимость от Османской империи и Болгарское княжество объявлено Царством.
В конце Первой мировой войны Александр Малинов возглавляет два коалиционных правительства, которые заключают Салоникское перемирие и подавляют Владайское восстание.
Во время правления Александра Стамболийского был отправлен в тюрьму (1922), вместе с другими лидерами оппозиции. После переворота 9 июня 1923 года был освобождён и вошёл в созданный Демократический союз, но в 1924 году покинул его и снова перешёл в оппозицию.
Как лидер Демократической партии явился одним из инициаторов создания коалиции «Народный блок», который выиграл выборы в июне 1931 года с 48% голосов. Однако, уже в октябре пост главы правительства перешёл главе МВД Николе Мушанову.
Избирался депутатом XI (1901) и XIV-XXIII (1908—1934) созывов Обыкновенного Народного собрания, а также в V Великое Народное собрание (1911). Был председателем XXIII Обыкновенного Народного собрания (1931—1934).
Александр Малинов скончался в 1938 году во время предвыборного собрания.
Один из главных бульваров софийского района Младост носит имя Александра Малинова, как и близлежащая станция на 1-й линии Софийского метро.

## Семья
Александр Малинов женат на Юлии Малиновой, болгарской суфражистке и активистке за права женщин.  Малинова (в девичестве Юлия Яковлевна Шайдер) родилась в 1869 году в российской еврейской семье. Она получила университетское образование во Франции и Швейцарии, где её привлекали современные либеральные идеи. Приехал в Софию по приглашению семьи профессора Михаила Драгоманова (1841—1895). Она приняла православие до того, как вышла замуж.
В браке родились три дочери и два сына: 
- Анна,
- Вера,
- Мария,
- Павел
- Александр